# Іюльське (Воткінський район)
Ію́льське (рос. Июльское) — село у Воткінському районі Удмуртії, Росія.
Населення становить 2266 осіб (2010, 1913 у 2002).
Національний склад (2002):
- росіяни — 79 %

Урбаноніми:
- вулиці — 40 років Перемоги, Верхня, Джерельна, Дружби, Залізнична, Зарічна, Іюль, Лікарняна, Лісова, Миру, Молодіжна, Набережна, Покровська, Польова, Радгоспна, Радянська, Сонячна, Ставкова, Центральна, Шкільна, Ювілейна
- провулки — Аптечний, Джерельний, Дорожній, Дружби, Ключовий, Лісовий, Польовий, Радянський, Ставковий

До села було приєднано селище Іюль, у якому знаходиться залізнична платформа Іюль.